# Medaglia per le campagne in Asia centrale (1853-1895)
La Medaglia per le campagne in Asia centrale (1853-1895) (in russo: Медаль «За походы в Средней Азии 1853—1895») è una medaglia commemorativa concessa dell'impero russo a quanti avessero preso parte alle campagne militari in Asia Centrale tra il 1853 ed il 1896.

## Storia
La medaglia venne istituita dallo zar Nicola II di Russia per ricompensare quanti avessero preso parte alle campagne militari condotte dall'esercito imperiale russo in Asia Centrale.

## Concessioni
La medaglia venne generalmente assegnata per la partecipazione a una o più delle seguenti campagne militari condotte dall'impero russo in Asia Centrale:
- Presa della moschea di Ak da parte delle truppe del generale Vasily Alekseevic Perovsky
- Spedizioni russa nel Pamir da parte delle truppe del generale Ionov

La medaglia d'argento venne assegnata a:
- Tutti i gradi dell'esercito, compresi generali, ufficiali, gradi inferiori, combattenti e non, che presero parte alle campagne militari in Asia Centrale;
- Truppe della milizia locale, vari volontari che avessero partecipato alle campagne;
- Funzionari, sacerdoti e medici al seguito delle truppe che durante le ostilità avessero svolto il loro compito nel corso delle spedizioni militari.

La medaglia di bronzo venne assegnata a:
- Tutte le precedenti categorie a seconda del merito
- Volontari e lavoratori civili che si fossero distinti in aiuto ai soldati nelle campagne in Asia Centrale;

## La medaglia
La medaglia aveva il diametro di 28 mm. La parte frontale raffigurava il monogramma dei quattro imperatori entro i cui regni si erano svolte le campagne, ovvero Nicola I, Alessandro II, Alessandro III e Nicola II, tutti sormontati dalla corona imperiale. Sul rovescio, la medaglia presentava al centro la scritta: "PER LE CAMPAGNE IN ASIA CENTRALE". Sotto, al centro, su una riga, erano indicati gli anni delle ostilità: "1853-1895". Il nastro della medaglia combinava quello dell'Ordine Militare di San Giorgio con quello di San Vladimiro.
Vennero coniate in tutto 30.000 medaglie dalla zecca di San Pietroburgo. Altre vennero stampate con alcune piccole varianti da officine private, tra cui alcune realizzate in bronzo e poi argentate per contenere le spese.